# Cueva de El Sidrón
Cueva de El Sidrón, belägen i kommunen Piloña, är den största grottan i Asturien (Spanien) med konglomerat från tertiärtiden. Den är tillflykt för fem arter av fladdermus och två nya arter av coleópteras. Grottan är också en arkeologisk fyndplats med några klippmålningar (olika tecken i röd färg) och man har funnit fossilt material från neandertalare.

## Galería del Osario
Det främsta galleriet av intresse i Sidron-grottan är det så kallade benossuariet eller bentunneln (Galería del Osario), där kvarlevorna av flera neandertalare hittades. Galería del Osario grävdes ut mellan 2000 och 2013. Kvarlevorna av neandertalarna återfanns alla i ett enda lager, Stratum III. De arkeologiska fynden i grottan består av 53 stenverktyg. Icke-mänskliga ben är mycket sällsynta. Den enda andra arten förutom små däggdjur är kronhjort. Resterna av snäckor hittades också.

## Neandertalfynd
År 1994 hittade man av en händelse mänskliga rester i grottan. Till en början trodde man att de var från Spanska inbördeskriget, för republikanerna brukade gömma sig där. Men senare analyser visade att resterna kom från neandertalare.
Forskarna återfann mer än 2500 mindre fossilbitar av neandertalare på platsen. Det minsta antalet individer dessa representerar var 13 individer. Åldersfördelningen och könsfördelningen på dessa kvarlevor var tre vuxna män, tre tonårspojkar, fyra kvinnor och tre spädbarn. Åldern på fossilen har uppskattats till 49 000 år. 
Benen är utmärkt bevarade med mycket begränsade erosionsskador och inga stora tandmärken från rovdjur. Den ovanliga avlagringen av benen, blandade i grus och lera, tyder på att dessa neandertalare inte dog där utan på en annan plats. Ett antal scenarier finns för hur dessa "medlemmar av en utvidgad familj" kan ha hamnat i ett bara sex kvadratmeter stort rum, som kallades för Tunnel of Bones: översvämning, grottkollaps och ditförda av kannibaler. Bevis för kannibalism inkluderar förekomsten av skärmärken, benflagor, gropar orsakade av slag, konchoidala ärr och vidhäftande flagor.  

### Morfologi
Morfologiskt visar El Sidró-fossilen ett flertal kännetecken som stämmer väl med neandertalare, även om vissa egenskaper är nära gränsen för variation inom neandertalgruppen. Inordnas El Sidróns underkäkar i det större neandertalmaterialet talar det för nord-sydlig geografisk variation. Grottan El Sidron ligger i den norra delen, medan neandertalare i södra delen visar bredare ansikten med lägre ansiktshöjder.